# Руско психоаналитично общество
Руското психоаналитично общество (на руски: Русское психоаналитическое общество), съкратено РПО, е професионална обществена организация в Москва.

## История
РПО е създадено през 1922 г. по инициативана на група учени и обществени деятели сред които са Иван Ермаков, Сабина Шпиелрейн, Ото и Вера Шмид, Моше Улф, Г. П. Вейсберг, Александър Габричевски, Алексей Сидоров, Павел Блонски, Станислав Шацки, В. А. Невский, Ю. В. Каннабих, Н. Е. Успенский и други. Закрит е през 1930 г.

## Дейност
В периода на своето съществуване между 1922 и 1930 г. РПО редовно прави научни и организационни заседания, на които се изслушват доклади на членовете на обществото, както и на гости. Част от тези доклади са публикувани и в "Internationale Zeitschrift für Psychoanalyse".
Официалното седалище на РПО в периода 1922-1925 е Държавния психоаналитичен институт. В този институт членове на РПО обучават студенти, педагози и лекари. Сред обучителите са Ермаков, Шпиелрейн, Улф и Фридман. След своето закриване през 1930 г. обществото подновява своята дейност чак през 1995 г.